# Qazıqurdalı
Qazıqurdalı (azerbajdzjanska: Kazykurdaly) är en ort i Azerbajdzjan.   Den ligger i distriktet Bərdə Rayonu, i den centrala delen av landet, 230 km väster om huvudstaden Baku. Qazıqurdalı ligger 68 meter över havet och antalet invånare är 858.
Terrängen runt Qazıqurdalı är platt, och sluttar brant österut. Runt Qazıqurdalı är det ganska tätbefolkat, med 129 invånare per kvadratkilometer.. Närmaste större samhälle är Barda, 3,5 km nordväst om Qazıqurdalı.
Omgivningarna runt Qazıqurdalı är en mosaik av jordbruksmark och naturlig växtlighet.